# Saho Harada
Saho Harada, född den 5 november 1982 i Tokyo, Japan, är en japansk konstsimmare.
Hon tog OS-silver i lagtävlingen i konstsim i samband med de olympiska konstsimstävlingarna 2004 i Aten.
Hon tog därefter OS-brons i duett i konstsim i samband med de olympiska konstsimstävlingarna 2008 i Peking.